# Fosfonati

Struttura di un fosfonato.

I fosfonati o acidi fosfonici sono composti organici contenenti il gruppo C-PO(OH)2 o C-PO(OR)2, dove R può essere un gruppo alchile o arile. I bifosfonati furono i primi composti di questa classe ad essere sintetizzati nel 1897 da Baeyer e Hoffman, per le loro importanti qualità farmacologiche. Dalla seconda metà del ventesimo secolo, i fosfonati furono impiegati come importanti agenti chelanti: essi formano un legame molto forte con atomi metallici, eliminandone le proprietà catalitiche e trovando applicazione ad esempio nella desalinizzazione. I fosfonati hanno un'elevatà solubilità in acqua.

## Abbondanza in natura
Il fosforo è un nutriente essenziale per tutti gli organismi viventi, necessario per la sintesi di acidi nucleici, fosfolipidi e numerosi altri metaboliti. Nella maggior parte degli organismi, la fonte preferita di fosforo è il fosfato inorganico (Pi). Tuttavia, poiché la maggior parte dei sali di fosfato è altamente insolubile, questo ione è raramente disponibile in concentrazioni che supportano la crescita dilagante. Pertanto, nonostante il fatto che il fosforo sia l'undicesimo elemento più abbondante nella crosta terrestre, è un nutriente limitante nella maggior parte degli ecosistemi. Di conseguenza, la natura ha sviluppato sistemi di trasporto del fosfato altamente efficienti, nonché sistemi per l'acquisizione del fosforo. essenzialmente da tutte le biomolecole note contenenti questo elemento. Tuttavia, studi recenti suggeriscono che anche altri composti del fosforo meno studiati possono essere importanti nella biosfera. Questi includono fosfonati e fosfinati, composti caratterizzati dalla presenza di legami carbonio-fosforo (C-P) altamente stabili al posto dei legami labili carbonio-ossigeno-fosforo presenti nelle più note biomolecole contenenti fosforo.
L'aminofosfonato naturale ciliatina (nome originale) o acido 2-amminoetilfosfonico (2-EPA), che è un analogo dell'amminoacido β-alanina e dell'aminosolfonato taurina, è stato il primo fosfonato identificato (nel 1959) ed è stato successivamente trovato il gruppo principale di fosfonolipidi prodotto da molti altri microrganismi, animali e persino piante, dove si trova nelle membrane. I fosfonati sono abbastanza comuni tra diversi organismi, dai procarioti agli eubatteri, funghi, molluschi, insetti e altri.
I dati indicano l'importanza più che probabile del P sotto forma di fosfonato nel ciclo biogeochimico globale del fosforo e, per estensione, il suo ruolo nella produttività marina e nella dinamica del carbonio e dell'azoto negli oceani. La scoperta del fatto che i fosfonati formano circa il 10% del fosforo disciolto e particolato negli oceani ha dimostrato che la disponibilità di fosforo è un determinante chiave della produttività del fitoplancton marino.  Pertanto, sembrano essere una risorsa importante di questo elemento per gli organismi acquatici; tuttavia, la comprensione del suo utilizzo da parte del fitoplancton eucariotico è molto limitata. Molto probabilmente si presentano sotto forma di polisaccaridi esterificati con acido metilfosfonico e acido 2-idrossietilfosfonico. Questi composti sono stati trovati principalmente nel Nitrosopumilus maritimus, uno degli organismi più abbondanti del pianeta e residente nelle regioni ricche di ossigeno degli oceani aperti. Fino al 4% del metano sulla Terra proviene da acque ricche di ossigeno attraverso la scissione del legame carbonio-fosforo altamente non reattivo nel metilfosfonato.

## Sintesi
Questa classe di composti viene sintetizzata tramite la reazione di Michaelis-Arbuzov, nella quale un alogenuro alchilico viene fatto reagire con un fosfito.
Vengono inoltre impiegati nella reazione di Horner-Wadsworth-Emmons, una procedura che consente di formare alcheni con un'alta selettività cis/trans.